# ويليام ماكدونو
ويليام ماكدونو (بالإنجليزية: William McDonough)‏ هو مهندس معماري وكاتب أمريكي، ولد في 20 فبراير 1951 في طوكيو في اليابان.

## وصلات خارجية
- ويليام ماكدونو على موقع إن إن دي بي (الإنجليزية)